# Конево (Тогучинский район)
Конево (телеут. Елдош) — деревня в Тогучинском районе Новосибирской области. Входит в состав Коуракского сельсовета.

## География
Площадь деревни — 78 гектаров.

## История
Первыми жителями были русские и телеуты. Так по переписи 1897 года здесь проживало 272 человека, из них 170 русских и 96 телеутов.

## Население
| 2002 | 2007 | 2010 |
| ---- | ---- | ---- |
| 155  | ↘118 | ↘79  |

## Инфраструктура
На деревне по данным на 2007 год отсутствует социальная инфраструктура.